# Dębina Zakrzowska
Dębina Zakrzowska est une localité polonaise de la gmina de Wojnicz, située dans le powiat de Tarnów en voïvodie de Petite-Pologne.